# Bagarius yarrelli

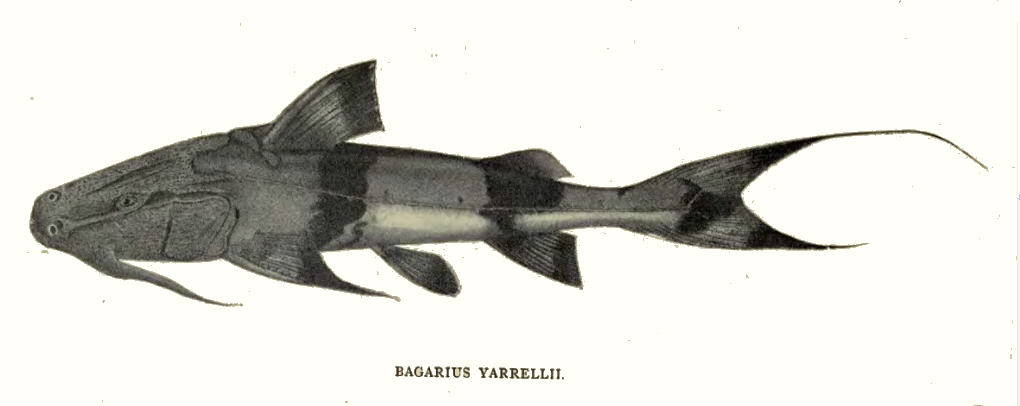
Illustration

Bagarius yarrelli (lokal und im Englischen als „Goonch“ bezeichnet) ist eine Fischart aus der Gattung der Teufelswelse (Bagarius) und der Familie der Gebirgswelse (Sisoridae). Sie kommt von den Flusssystemen des Indus und Ganges über große Teile Südindiens bis zum Mekong und Xe Bangfai und nach Indonesien vor. Die Art wird wirtschaftlich genutzt und frisch verkauft, das Fleisch verdirbt allerdings sehr schnell und kann dann zu Vergiftungen führen. Die Art ist bei Sportfischern unbeliebt, da sie stark genug ist, die meisten Angelschnüre zu zerreißen.

## Merkmale
Die Art ist mit bis zu zwei Metern Länge die größte Art der Gattung und der Familie. Der Kopf ist breit und abgeflacht, mit großem, breiten, Maul und vier Paar Barteln, von denen das Paar am Oberkiefer eine gut ausgebildete Membran aufweist. Kopf und Prädorsalplatte weisen keine auffälligen Kämme auf. Der Körper hat teilweise ein Muster aus zahlreichen dunklen Punkten. Die Bauchflossen setzen meist hinter dem letzten Strahl der Rückenflosse an, die Fettflosse beginnt vor oder über dem Anfang der Afterflosse. Die Dornfortsätze zwei bis fünf sind verlängert.

## Lebensweise
Bagarius yarrelli besiedelt ausschließlich große Flüsse und ist unempfindlich gegen starke Strömungen. Die Tiere ruhen meist am Grund, teilweise auch in der Gischt von Stromschnellen. Als Beutetiere dienen in erster Linie Krebstiere, aber auch Fische und Insekten. Die Tiere wandern in Schulen und folgen dabei wahrscheinlich ihren bevorzugten Beutetieren, wobei sie teilweise den Wanderungen der Riesenbarbe (Catlocarpio siamensis) folgen. Die Hauptwanderung beginnt zu Beginn der Regen- und Überschwemmungszeit bei zunehmender Wasserströmung, nachdem vor Beginn der Regenzeit der Laich abgesetzt wurde.

## Belege
- Bagarius yarrelli auf Fishbase.org (englisch)
- W. J. Rainboth: Fishes of the Cambodian Mekong. FAO species identification sheets for fishery purposes. Food and Agriculture Organization, Rom 1996, S. 160 (englisch).